# La Tentation (film, 1936)
Pour plus de détails, voir Fiche technique et Distribution.
La Tentation est un film français réalisé par Pierre Caron, sorti en 1936.

## Fiche technique
- Titre : La Tentation
- Réalisation : Pierre Caron
- Scénario : Michel Carré, d'après la pièce de Charles Méré[1]
- Photographie : Jean Isnard et Georges Benoît
- Décors : Jean Douarinou
- Son : Robert Ivonnet
- Musique : Jane Bos[2],[3]
- Société de production : Les Productions Claude Dolbert
- Pays d'origine :  France
- Format :  Noir et blanc - son mono
- Genre : Drame
- Durée : 97 minutes
- Date de sortie : 
  - France : 21 août 1936

## Distribution
- Marie Bell : Irène de Bergue
- Antonin Berval : Robert
- Henri Rollan : Maurice
- Arlette Dubreuil : Mme de Beauchamp
- Gina Manès : Claire
- Raymond Cordy : Lutard
- Hélène Pépée : Loulou Garneret
- Georges Péclet : M. de Beauchamp
- Serjius : Philippe de Bergue